# 1756 Giacobini
1756 Giacobini è un asteroide della fascia principale. Scoperto nel 1937, presenta un'orbita caratterizzata da un semiasse maggiore pari a 2,5480958 UA e da un'eccentricità di 0,2313311, inclinata di 5,10317° rispetto all'eclittica.
L'asteroide è dedicato all'astronomo francese Michel Giacobini.